# Szlichtyngowa (gmina)
Szlichtyngowa (do 1954 miasto Szlichtyngowa oraz gmina Wschowa-Południe) – gmina miejsko-wiejska w województwie lubuskim, w powiecie wschowskim. W latach 1975–1998 gmina położona była w województwie leszczyńskim.
Siedziba gminy to Szlichtyngowa.
Według danych z 30 czerwca 2004 gminę zamieszkiwało 5109 osób.

## Struktura powierzchni
Według danych z roku 2002 gmina Szlichtyngowa ma obszar 99,74 km², w tym:
- użytki rolne: 63%
- użytki leśne: 28%

Gmina stanowi 15,96% powierzchni powiatu.

## Demografia

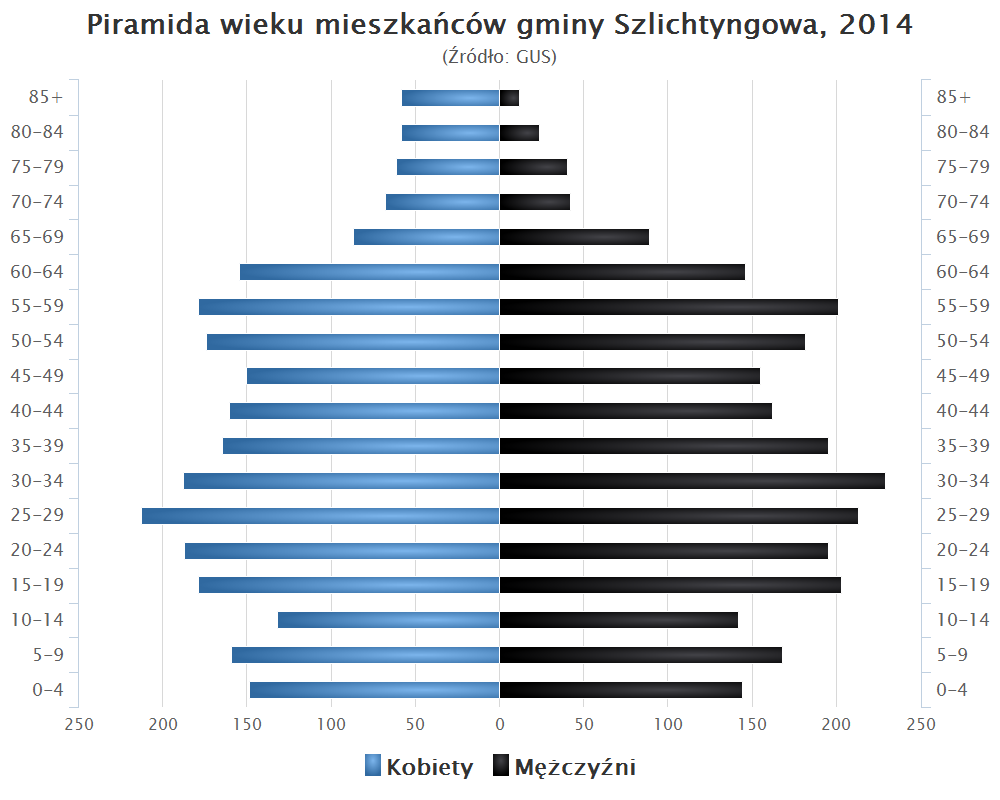
Piramida wieku mieszkańców gminy Szlichtyngowa w 2014 roku

Dane z 30 czerwca 2004:
| Opis                              | Ogółem | Ogółem | Kobiety | Kobiety | Mężczyźni | Mężczyźni |
| --------------------------------- | ------ | ------ | ------- | ------- | --------- | --------- |
| jednostka                         | osób   | %      | osób    | %       | osób      | %         |
| populacja                         | 5109   | 100    | 2556    | 50      | 2553      | 50        |
| gęstość zaludnienia (mieszk./km²) | 51,2   | 51,2   | 25,6    | 25,6    | 25,6      | 25,6      |

## Miejscowości
Dryżyna, Gola, Górczyna, Jędrzychowice, Kowalewo, Małe Drzewce, Nowe Drzewce, Puszcza, Stare Drzewce, Wyszanów, Zamysłów.

## Sąsiednie gminy
Głogów, Kotla, Niechlów, Pęcław, Sława, Wschowa